# ФК Сфинтул Георге
ФК Сфинтул Георге (на српском језику: Свети Ђорђе), је молдавски фудбалски клуб из Сурученија. Тренутно играју у Националној дивизији Молдавије. Клуб је основан 2003. године.

## Историја
Клуб је формиран 2003. године. До 2007. године представљало га је седам омладинских тимова, узраста 10–18 година. 2007. године тим до 18 година постао је првак Републике Молдавије. У периоду 2008–2009, клуб је одлучио да уђе у други ниво молдавског фудбала, Дивизију А.
2009. године, због одличне инфраструктуре два стадиона, једног са вештачким травњаком, а другог са природним травњаком, клуб је испунио све критеријуме за лиценцирање и добио лиценцу „А“, што је тиму омогућило да игра у Националној дивизији.

## Новији резултати
| Сезона  | Ранг | Поз. | ИГ | Д  | Н | П  | ГД | ГП | Бод | Куп Молдавије | Најбољи стрелци (лига)  |
| ------- | ---- | ---- | -- | -- | - | -- | -- | -- | --- | ------------- | ----------------------- |
| 2008–09 | 2.   | 11.  | 30 | 10 | 4 | 16 | 41 | 46 | 34  | 1/32          | нема податка            |
| 2009–10 | 1.   | 11.  | 33 | 6  | 6 | 21 | 29 | 67 | 24  | 1/16          | Михаи Платича (6)       |
| 2010–11 | 1.   | 12.  | 39 | 6  | 7 | 26 | 30 | 83 | 25  | 1/8           | Петру Ојог (4)          |
| 2011–12 | 1.   | 10.  | 33 | 7  | 9 | 17 | 23 | 55 | 30  | 1/8           | Ерик Саки (7)           |
| 2012–13 | 2.   | 8.   | 28 | 12 | 4 | 12 | 38 | 51 | 40  | 1/16          | Александру Туркан (7)   |
| 2013–14 | 2.   | 5.   | 24 | 12 | 3 | 9  | 40 | 28 | 39  | 1/8           | Александру Раилеан (20) |
| 2014–15 | 2.   | 6.   | 22 | 10 | 3 | 9  | 41 | 34 | 33  | 1/16          | Александру Раилеан (11) |
| 2015–16 | 2.   | 12.  | 26 | 6  | 6 | 14 | 43 | 60 | 24  | 1/32          | Сергеј Платича (12)     |
| 2016–17 | 2.   | 2.   | 28 | 21 | 3 | 4  | 79 | 23 | 66  | 1/8           | Александру Максим (16)  |
| 2017    | 1.   | 7    | 18 | 5  | 5 | 8  | 15 | 27 | 20  | 1/8           | Александру Максим (3)   |
| 2018    | 1.   | 7.   | 28 | 6  | 8 | 14 | 30 | 50 | 26  | 2.            | Сергију Истрати (6)     |
| 2019    | 1.   | 2.   | 28 | 16 | 5 | 7  | 40 | 28 | 53  | 2.            | 3. играча (6)           |

## Тренутни састав
| Бр. |           | Позиција | Играч                        |
| --- | --------- | -------- | ---------------------------- |
| 1   | Молдавија | Г        | Максим Раилен                |
| 25  | Молдавија | Г        | Мариус Маритои               |
| 33  | Молдавија | Г        | Николаи Каланкеа             |
| 3   | Молдавија | О        | Максим Фочша                 |
| 4   | Молдавија | О        | Андреј Новицов               |
| 17  | Молдавија | О        | Петру Ојог                   |
| 19  | Молдавија | О        | Сергеј Свиначенко            |
| 97  | Украјина  | О        | Валериј Степаненко           |
| 5   | Молдавија | С        | Виталиј Пламадеала (капитен) |
| 7   | Молдавија | С        | Александру Суворов           |

| Бр. |            | Позиција | Играч             |
| --- | ---------- | -------- | ----------------- |
| 8   | Украјина   | С        | Ренат Мочулјак    |
| 11  | Молдавија  | С        | Михаил Гечев      |
| 15  | Молдавија  | С        | Виктор Штинаа     |
| 18  | Украјина   | С        | Јевхен Смирнов    |
| 21  | Молдавија  | С        | Еуген Сливика     |
| 22  | Молдавија  | С        | Дмитри Мадриченко |
| 24  | Сенегал    | С        | Сиди Сања         |
| 88  | Молдавија  | С        | Александру Времеа |
| 9   | Белорусија | Н        | Роман Волков      |
| 10  | Молдавија  | Н        | Сергију Истрати   |

## Европска такмичења
| Сезона  | Такмичење        | Рунда   | Клуб              | Домаћин | Гост           | Укупно |
| ------- | ---------------- | ------- | ----------------- | ------- | -------------- | ------ |
| 2020–21 | УЕФА лига Европе | 1. коло | Шахтјор Солигорск | Н/Д     | 0–0 (4–1 пен.) | Н/Д    |
| 2020–21 | УЕФА лига Европе | 2. коло | Партизан          |         | Н/Д            | Н/Д    |

## Спољашњи извори
- Profile at Soccerway